# Glansfingerört
Glansfingerört (Potentilla nitida) är en flerårig växtart i släktet fingerörter och familjen rosväxter. Den beskrevs av Carl von Linné.

## Beskrivning
Glansfingerörten är en flerårig, mattbildande halvbuske med silverhåriga blad. Blommorna är rosenröda till ljust rosa, 2,5 centimeter breda, nästan oskaftade.

## Utbredning och habitat
Glansfingerörten växer vilt i Alperna och norra Apenninerna. Den odlas även som prydnadsväxt i andra delar av världen, gärna som stenpartiväxt. Arten trivs på kalkrika, steniga växtplatser.